# エコーシティー・駒ヶ岳
株式会社エコーシティー・駒ヶ岳（英: Echo-City Komagatake Corporation.）は、長野県駒ヶ根市・飯島町・宮田村・中川村全域をサービスエリアとするケーブルテレビ局である。略称はCEK（ケーブルコミュニティー エコーシティー・駒ヶ岳の頭文字）。
2012年から2018年にかけて伝送路をHFCからFTTHに交換し、長野県内で初となるサービスエリア内全域光回線でのサービス提供を行っている。

## 沿革
- 1991年（平成3年）5月21日 - 株式会社エコーシティー・駒ヶ根として設立。駒ヶ根有線放送農業協同組合を母体とし、駒ヶ根市、伊南農業協同組合（現・上伊那農業協同組合）、駒ヶ根商工会議所出資による。
- 1994年（平成6年）4月1日 - 開局。
- 1997年（平成9年）4月 - 現社名に商号変更。飯島町サービスエリア追加。
- 2002年（平成14年）4月 - インターネットサービス開始。
- 2003年（平成16年）4月 - 宮田村をサービスエリアに追加。
- 2005年（平成18年）4月 - 中川村をサービスエリアに追加。
- 2006年（平成19年）4月 - 地上デジタル放送再放送を開始。
- 2011年（平成23年）7月 - 地上・BSアナログ放送終了、デジアナ変換開始。
- 2013年（平成25年）6月 - CEK光でんわ（ケーブルプラス電話）サービス開始。
- 2014年（平成26年）11月 - 駒ヶ根市・飯島町FTTH化。
- 2015年（平成27年）3月 - デジアナ変換終了。
- 2016年（平成28年）3月 - 宮田村FTTH化。
- 2018年（平成30年）
  - 3月 - 中川村FTTH化。
  - 12月 - BS4K・BS8K再放送開始。
- 2020年（令和2年）
  - 9月 - ドコモ光 1ギガ タイプC提携開始。
  - 12月 - 地域BWA商用サービスCEK-Net Air開始。
- 2021年（令和3年）7月 - NTT東日本長野支店と災害時等における通信途絶状況等地域住民への情報発信に関する協定締結[3]。
- 2024年（令和6年）
  - 3月 - 10ギガインターネットサービス開始。
  - 8月 - ドコモ光 10ギガ タイプC提携開始。

## 本局所在地
- 長野県駒ヶ根市赤穂15309

## 支局所在地
- 飯島支局：長野県上伊那郡飯島町飯島2541-3 （営業休止中）

## サービスエリア
出典：
- 長野県駒ヶ根市

- 長野県上伊那郡飯島町
- 長野県上伊那郡宮田村
- 長野県上伊那郡中川村

## ケーブルテレビ（CEK光テレビ）放送チャンネル
出典：

### テレビ局
| 地上デジタル放送 | 地上デジタル放送                                      | ベーシック                   | ワイド                       | エース                       |
| ---------------- | ----------------------------------------------------- | ---------------------------- | ---------------------------- | ---------------------------- |
| D011-012         | NHK長野総合                                           | ○                            | ○                            | ○                            |
| D021-023         | NHK長野Eテレ                                          | ○                            | ○                            | ○                            |
| D041-042         | テレビ信州                                            | ○                            | ○                            | ○                            |
| D051-052         | 長野朝日放送                                          | ○                            | ○                            | ○                            |
| D061-062         | 信越放送                                              | ○                            | ○                            | ○                            |
| D081-082         | 長野放送                                              | ○                            | ○                            | ○                            |
| D111             | 行政チャンネル                                        | ○                            | ○                            | ○                            |
| D121             | エコーシティー・駒ヶ岳自主放送 「みなこいチャンネル」 | ○                            | ○                            | ○                            |
| D122             | イベントチャンネル                                    | ○                            | ○                            | ○                            |
| BSデジタル放送   | BSデジタル放送                                        | ベーシック                   | ワイド                       | エース                       |
| BS101-102        | NHK BS                                                | ○                            | ○                            | ○                            |
| BS141-143        | BS日テレ                                              | ○                            | ○                            | ○                            |
| BS151-153        | BS朝日                                                | ○                            | ○                            | ○                            |
| BS161-163        | BS-TBS                                                | ○                            | ○                            | ○                            |
| BS171-173        | BSテレ東                                              | ○                            | ○                            | ○                            |
| BS181-183        | BSフジ                                                | ○                            | ○                            | ○                            |
| BS191            | WOWOWプライム                                         | 有料チャンネル               | 有料チャンネル               | 有料チャンネル               |
| BS192            | WOWOWライブ                                           | 有料チャンネル               | 有料チャンネル               | 有料チャンネル               |
| BS193            | WOWOWシネマ                                           | 有料チャンネル               | 有料チャンネル               | 有料チャンネル               |
| BS200            | BS10                                                  | ○                            | ○                            | ○                            |
| BS201            | BS10スターチャンネル                                  | 有料チャンネル               | 有料チャンネル               | 有料チャンネル               |
| BS211            | BS11                                                  | ○                            | ○                            | ○                            |
| BS222            | BS12 トゥエルビ                                       | ○                            | ○                            | ○                            |
| BS231-232        | 放送大学                                              | ○                            | ○                            | ○                            |
| 4K8K衛星放送     | 4K8K衛星放送                                          | ベーシック                   | ワイド                       | エース                       |
| 101              | NHK BSプレミアム4K                                    | ○                            | ○                            | ○                            |
| 102              | NHK BS8K                                              | ○                            | ○                            | ○                            |
| 141              | BS日テレ 4K                                           | ○                            | ○                            | ○                            |
| 151              | BS朝日 4K                                             | ○                            | ○                            | ○                            |
| 161              | BS-TBS 4K                                             | ○                            | ○                            | ○                            |
| 171              | BSテレ東 4K                                           | ○                            | ○                            | ○                            |
| 181              | BSフジ 4K                                             | ○                            | ○                            | ○                            |
| 211              | ショップチャンネル 4K                                 | ○                            | ○                            | ○                            |
| 221              | 4K QVC                                                | ○                            | ○                            | ○                            |
| 専門チャンネル   | 専門チャンネル                                        | ベーシック                   | ワイド                       | エース                       |
| J500 (HD画質)    | えんてれ                                              | ○(4K STB)                    | ○(4K STB)                    | ○(4K STB)                    |
| J700 (SD画質)    | えんてれ                                              | ○(4K非対応STB)               | ○(4K非対応STB)               | ○(4K非対応STB)               |
| J501             | 伊那ケーブルテレビジョン自主放送 「いなテレ12」       | ○                            | ○                            | ○                            |
| J507             | エコーシティー・駒ヶ岳自主放送 「みなこいチャンネル」 | ○                            | ○                            | ○                            |
| J510             | ショップチャンネル                                    | ○                            | ○                            | ○                            |
| J511             | QVC                                                   | ○                            | ○                            | ○                            |
| J513             | フジテレビNEXT ライブ・プレミアム                     | 有料チャンネル               | 有料チャンネル               | 有料チャンネル               |
| J522             | MONDO TV                                              |                              | ○                            | ○                            |
| J524 (HD画質)    | 囲碁・将棋チャンネル                                  |                              | ○(4K STB)                    | ○(4K STB)                    |
| J724 (SD画質)    | 囲碁・将棋チャンネル                                  |                              | ○(4K非対応STB)               | ○(4K非対応STB)               |
| J529             | 旅チャンネル                                          |                              | ○                            | ○                            |
| J530             | J SPORTS 3                                            |                              |                              | ○                            |
| J531             | J SPORTS 1                                            |                              |                              | ○                            |
| J532             | J SPORTS 2                                            |                              |                              | ○                            |
| J533             | J SPORTS 4                                            | 有料チャンネル               | 有料チャンネル               | 有料チャンネル               |
| J535             | GAORA SPORTS                                          | ○                            | ○                            | ○                            |
| J536             | 日テレジータス                                        |                              | ○                            | ○                            |
| J537             | ゴルフネットワーク                                    |                              | ○                            | ○                            |
| J541             | 釣りビジョン                                          |                              | ○                            | ○                            |
| J550             | 映画・チャンネルNECO                                  | ○                            | ○                            | ○                            |
| J551             | ファミリー劇場                                        |                              | ○                            | ○                            |
| J552             | 日本映画専門チャンネル                                |                              | ○                            | ○                            |
| J553             | 時代劇専門チャンネル                                  |                              | ○                            | ○                            |
| J554             | Dlife                                                 |                              | ○                            | ○                            |
| J555             | スーパー！ドラマTV                                    |                              | ○                            | ○                            |
| J556             | ムービープラス                                        |                              | ○                            | ○                            |
| J557             | アクションチャンネル                                  |                              | ○                            | ○                            |
| J558 (HD画質)    | ミステリーチャンネル                                  |                              | ○(4K STB)                    | ○(4K STB)                    |
| J758 (SD画質)    | ミステリーチャンネル                                  |                              | ○(4K非対応STB)               | ○(4K非対応STB)               |
| J562             | TBSチャンネル2 名作ドラマ・スポーツ・アニメ           |                              |                              | ○                            |
| J563             | 衛星劇場                                              | 有料チャンネル               | 有料チャンネル               | 有料チャンネル               |
| J564             | 東映チャンネル                                        | 有料チャンネル               | 有料チャンネル               | 有料チャンネル               |
| J565             | TBSチャンネル1 最新ドラマ・音楽・映画                 |                              |                              | ○                            |
| J570             | 音楽・ライブ！スペースシャワーTV                      | ○                            | ○                            | ○                            |
| J571 (HD画質)    | Mnet                                                  | 有料チャンネル (4K STB)      | 有料チャンネル (4K STB)      | 有料チャンネル (4K STB)      |
| J771 (SD画質)    | Mnet                                                  | 有料チャンネル (4K非対応STB) | 有料チャンネル (4K非対応STB) | 有料チャンネル (4K非対応STB) |
| J574 (HD画質)    | 歌謡ポップスチャンネル                                |                              | ○(4K STB)                    | ○                            |
| J774 (SD画質)    | 歌謡ポップスチャンネル                                |                              | ○(4K非対応STB)               |                              |
| J581             | キッズステーション                                    | ○                            | ○                            | ○                            |
| J582             | アニマックス                                          |                              | ○                            | ○                            |
| J583 (HD画質)    | アニメシアターX                                       | 有料チャンネル (4K STB)      | 有料チャンネル (4K STB)      | 有料チャンネル (4K STB)      |
| J783 (SD画質)    | アニメシアターX                                       | 有料チャンネル (4K非対応STB) | 有料チャンネル (4K非対応STB) | 有料チャンネル (4K非対応STB) |
| J590             | 日経CNBC                                              |                              | ○                            | ○                            |
| J593 (HD画質)    | 日テレNEWS24                                          |                              | ○(4K STB)                    | ○(4K STB)                    |
| J793 (SD画質)    | 日テレNEWS24                                          |                              | ○(4K非対応STB)               | ○(4K非対応STB)               |
| J596 (HD画質)    | ディスカバリーチャンネル                              |                              | ○(4K STB)                    | ○                            |
| J796 (SD画質)    | ディスカバリーチャンネル                              |                              | ○(4K非対応STB)               |                              |
| J599             | ナショナルジオグラフィック                            |                              | ○                            | ○                            |
| J820             | グリーンチャンネル                                    | 有料チャンネル               | 有料チャンネル               | 有料チャンネル               |
| J821             | グリーンチャンネル2                                   | 有料チャンネル               | 有料チャンネル               | 有料チャンネル               |
| C520 (SD画質)    | お天気チャンネル                                      | ○                            | ○                            | ○                            |

- 地上デジタル放送とBSデジタル放送はトランスモジュレーション方式とパススルー方式を併用、4K8K衛星放送のうちBS4K/BS8Kはパススルー方式で送出しているため、チューナー内蔵テレビであればSTBがなくても視聴可能。
- 専門チャンネルはJC-HITSを使用している。
- ワイドコースは2019年3月末で新規・コース変更受付終了。
- BS4K203ch「ザ・シネマ 4K」は、東北新社の外資規制違反に基づく衛星基幹放送事業者認定取り消しのため、2021年4月30日をもって放送終了。

### ラジオ局
| MHz  | 放送局             |
| ---- | ------------------ |
| 79.7 | FM長野             |
| 82.0 | 放送大学ラジオ     |
| 84.0 | NHK長野FM          |
| 86.0 | 信越放送(ワイドFM) |

### 音声告知放送（有線放送）
テレビサービス加入者向けに、音声告知放送システム（有線放送）をオプションで行っている
- CEKからの定時放送（午前7時～、正午～、午後7時30分～）
- 行政や学校、自治会等からのページング放送
- 各行政・消防等の防災無線放送
- 緊急地震速報
- FMラジオ
  - FM長野
  - 放送大学
  - NHK FM（長野放送局）
  - SBCラジオ
- AMラジオ （AFM-500Cのみ、空中波での受信）

## 光インターネット（CEK光NET）
出典：

### 自社サービス
| コース名 | 最大通信速度 |
| -------- | ------------ |
| 光ライト | 5Mbps        |
| 光30M    | 30Mbps       |
| 光200M   | 200Mbps      |
| 光1G     | 1Gbps        |
| 光10G    | 10Gbps       |

### ドコモ光タイプＣ
エコーシティー・駒ヶ岳の光回線卸により、2020年9月1日よりNTTドコモが提供している。
| コース名          | 最大通信速度 |
| ----------------- | ------------ |
| 1ギガ 戸建プラン  | 1Gbps        |
| 10ギガ 戸建プラン | 10Gbps       |

## 無線インターネット（CEK-Net Air）
出典：
地域BWAの電波を使用し、無線インターネットサービスを提供している。
サービスエリア：長野県駒ヶ根市 町一区、小町屋（上市場・下市場・北部）、北割二区（下の坊）、中割（上穂沢）周辺

## 光でんわ（CEK光でんわ）
JCOM・KDDIのケーブルプラス電話を提供している。